# Kate Pierson

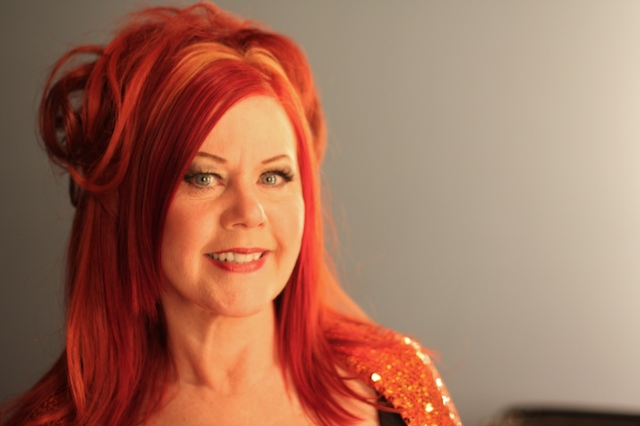
Kate Pierson, 2007

Kate Pierson (* 27. April 1948 in Weehawken, New Jersey) ist eine US-amerikanische Musikerin und Sängerin der Rockband The B-52’s aus Athens, Georgia. Sie spielt auch Keyboard, Gitarre und Bass für die Band.

## Mitwirkungen
Kate Pierson hat bei folgenden Sängern und Bands mitgewirkt:
- Ramones, in den frühen 1980ern beim Song Chop Suey mit Cindy Wilson und Debbie Harry,
- Fred Schneider, bei seinem ersten Soloalbum im Jahre 1984 bei dem Lied Monster,
- Iggy Pop, bei dem Top 20 Song Candy im Jahre 1990,
- R.E.M., bei den Liedern Shiny Happy People, Country Feedback und Me in Honey auf dem im Jahr 1991 erschienenen Album Out of Time sowie bei Fretless aus dem Jahr 1991 für den Soundtrack Until the End of the World,
- Matthew Sweet, auf dem 1993 erschienenen Album Earth,
- Junior Senior, beim Lied Take My Time aus dem im Jahr 2005 erschienenen Album Hey Hey My My Yo Yo (mit Cindy Wilson)
- Sie war auch ein Mitglied der japanischen Band NiNa mit Yuki Isoya.

## Filme
- One Trick Pony (1980)
- Athens, GA.: Inside/Out (1987)
- A Matter of Degrees (1990)
- Flintstones – Die Familie Feuerstein (1994)
- Rugrats – Der Film (1998, Stimme)
- Corporate Animals (2019)
- Glitter & Doom (2023)

## Privates
Pierson ist seit 2015 mit ihrer langjährigen Partnerin verheiratet, der Hotelbetreiberin Monica Coleman. Mit ihr zusammen ist sie unter anderem Inhaberin des Kate’s Lazy Meadow Motel in Mount Tremper im US-Bundesstaat New York, einem im  rustikalen modernen Stil gestalteten Motel in den  Catskill Mountains in der Nähe von Woodstock.

## Sonstiges
Sie stellte eine Klubbesitzerin in der Episode „What Goes on Tour“ der Fernsehserie Flight of the Conchords dar.